# ט

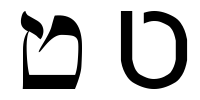

ט هو الحرف التاسع في الألفبائية العبرية، واسمه طيت.
في العبرية القديمة كان يلفط كحرف الطاء (ط) في العربية. أمّا في العبرية الحديثة، فقد هذا اللفظ وأصبح تاء (ت). ويستخدم في العبرية الحديثة في الأسماء ذات الأصول الأجنبية ككلمة «إنترنت» وتكتب אינטרנט (حرفيا: إنطرنط، لكن تقرأ إنترنت أو إنتغنت، بالراء الفرنسية).